# Salzatal
Salzatal is een gemeente in de Duitse deelstaat Saksen-Anhalt, en maakt deel uit van de Landkreis Saalekreis.
Salzatal telt 11.364 inwoners.

## Indeling gemeente
De gemeente Salzatal bestaat uit de volgende Ortschaften:
- Beesenstedt (met Ortsteilen Beesenstedt, Naundorf, Schwittersdorf en Zörnitz)
- Bennstedt
- Fienstedt
- Höhnstedt
- Kloschwitz (met Ortsteilen Johannashall, Kloschwitz, Rumpin en Trebitz)
- Lieskau
- Salzmünde (met Ortsteilen Benkendorf, Gödewitz, Neuragoczy, Pfützthal, Quillschina, Salzmünde en Schiepzig)
- Schochwitz (met Ortsteilen Boltzenhöhe, Gorsleben, Krimpe, Schockwitz, Räther en Wils)
- Zappendorf (met Ortsteilen Köllme, Müllerdorf en Zappendorf)

## Geschiedenis
De gemeente is ontstaan op 1 januari 2010 door de samenvoeging van de gemeenten Beesenstedt, Bennstedt, Fienstedt, Höhnstedt, Kloschwitz, Lieskau, Salzmünde, Schochwitz en Zappendorf.

## Naamgeving
De naam van de gemeente is afgeleid van de beek de Salza, die van west naar oost door de gemeente stroomt en bij Salzmünde in de Saale uitmondt.
Bad Dürrenberg ·
Bad Lauchstädt ·
Barnstädt ·
Braunsbedra ·
Farnstädt ·
Kabelsketal ·
Landsberg ·
Leuna ·
Merseburg ·
Mücheln (Geiseltal) ·
Nemsdorf-Göhrendorf ·
Obhausen ·
Petersberg ·
Querfurt ·
Salzatal ·
Schkopau ·
Schraplau ·
Steigra ·
Teutschenthal · 
Wettin-Löbejün